# Ты принадлежишь мне
«Ты принадлежишь мне» (англ. You Belong to Me) — драматический триллер режиссёра Паоло Барзмена с Лесли-Энн Даун в главной роли.

Премьера на телевидении — в 2002 году.

## Сюжет
Главная героиня — доктор Сьюзен Ченселор — опытный психоаналитик, пользующийся популярностью и доверием у радиослушателей благодаря рубрике которую она ведёт. Выслушивая откровения обращающихся к ней людей, она старается им помочь разобраться в их проблемах или дать совет. В своей программе Сьюзен старается затронуть разные темы.

Одной из таких тем становится бесследное исчезновение женщин. Когда в эфире раздается очередной телефонный звонок, в общении с собеседником она открывает удивительный факт, имеющий непосредственное отношение к теме её передачи: во время круиза теплохода под названием «Абриэлла», про который идет речь, несколько женщин познакомились с одним и тем же мужчиной, который им всем на память подарил кольцо с интригующей надписью «Ты принадлежишь мне».

Какое отношение он имеет к пропавшим женщинам? Может, это просто совпадение или случайность? Что, если и сама Сьюзен, подвергая свою жизнь опасности, станет тоже «принадлежать»? 
 Только она может провести расследование и распутать этот захватывающий клубок догадок и предположений.

## В ролях
- Лесли-Энн Даун — доктор Сьюзен Ченселор
- Тони Де Сантис — детектив Шиа
- Барклай Хоуп — Эйдан Мастерс
- Даниэль Моргенрот — доктор Ричардс
- Кейт Тротте] — Лоис
- Мишель Нолден — Ди
- Лори Хэллир — Кэролин
- Алекс Харзи — Джейсон
- Сэнди Росс — Хильда
- Арнольд Пиннок — Эрик
- Рамона Милано — Памела
- Миган Фаленбок — Тиффани
- Марвин Измаэль — Абдул

## Место съемок
- Основные съемки велись в Торонто, Онтарио, Канада

## Мировой релиз
- США — 24 февраля 2002 года
- Венгрия — 29 ноября 2004 года (переиздание)

## Интересные факты
- Слоган фильма звучит так: «He’s killed before. He’ll kill again. Unless one courageous woman can stop him», что можно перевести как «Он убивал раньше. Он убивает снова. Пока одна смелая женщина не остановит его»
- Режиссёр Паоло Барзмен известен своей режиссёрской работой по телесериалу «Горец»
- В основу лег роман писательницы Мэри Хиггинс Кларк
- Ввиду своего жанра картина запрещает её просмотр лицам, не достигшим возраста 13 лет
- Исполнительница главной роли Лесли-Энн Даун родом из Англии, проживает в Америке, а для съемок фильма переехала в Канаду